# Lista de emissoras da Record News
Esta é uma lista que contém as emissoras próprias e afiliadas que retransmitem a programação da Record News. Além disso, a lista contém ainda as operadoras de TV por assinatura que contam com o sinal da emissora em seu line-up e as antigas afiliadas da rede e suas respectivas afiliações ou situações atuais.

## Próprias
| Emissora       | Cidade                 | UF             | Canal            | Prefixo | Operada desde |
| -------------- | ---------------------- | -------------- | ---------------- | ------- | ------------- |
| Record News SP | Araraquara / São Paulo | São Paulo      | 9 (35) / 42 (43) | ZYB 858 | 2007          |
| Record News SC | Florianópolis          | Santa Catarina | 6 (31)           | ZYB 761 | 2008          |

## Afiliadas
| Grupo                               | Emissora             | Cidade                            | UF      | Canal analógico | Canal digital       | Prefixo | Afiliada desde |
| ----------------------------------- | -------------------- | --------------------------------- | ------- | --------------- | ------------------- | ------- | -------------- |
| Organizações José Alcolumbre        | TV Notícia           | Macapá                            | AP      | —               | 15                  | RTV     | 2018           |
| Grupo Diário de Comunicação         | Record News Manaus   | Manaus                            | AM      | —               | 27                  | RTV     | 2012           |
| Rede SIM Grupo Sá Cavalcante        | TV Capixaba          | Cachoeiro de Itapemirim / Vitória | ES      | —               | 8 (32 / 40)         | ZYA 546 | 2013           |
| Fundação Metropolitana Vale do Aço  | TV Atual             | Goiânia / Ipatinga                | GO / MG | —               | 6 (46) / 4 (40)     | ZYA 750 | 2023           |
| Rede Serra Azul de Comunicação      | TV Serra Azul        | Porangatu                         | GO      | 23              | 23 (28)             | ZYA 589 | 2023           |
| Sistema Guará de Radiodifusão Ltda. | Record News Maranhão | São Luís                          | MA      | —               | 22 (23)             | RTV     | 2025           |
| Rede Cidadã de Comunicação          | TV Cidadã            | Cuiabá                            | MT      | —               | 7 (28)              | RTV     | 2014           |
| TV Veja News Ltda.                  | TV Campo Verde       | Campo Verde                       | MT      | —               | 8 (19)              | RTV     | 2021           |
| Grupo Mirante de Comunicação        | Record News Altamira | Altamira                          | PA      | 21              | 23 (em implantação) | RTV     | 2018           |
| Sistema Imagem de Comunicação       | Record News Rondônia | Porto Velho                       | RO      | —               | 31 (34)             | RTV     | 2007           |

## Retransmissoras

### Alagoas
| Cidade | Canal      |
| ------ | ---------- |
| Maceió | 9 (45 UHF) |

### Amapá
| Cidade          | Canal |
| --------------- | ----- |
| Tartarugalzinho | 8 VHF |

### Bahia
| Cidade              | Canal analógico | Canal digital |
| ------------------- | --------------- | ------------- |
| Camacan             | 3 VHF           | —             |
| Eunápolis           | 4 VHF           | 22 UHF        |
| Feira de Santana    | —               | 19 UHF        |
| Ilhéus              | 36 UHF          | 18 UHF        |
| Itabuna             | —               | 5 (21 UHF)    |
| Itamaraju           | 18 UHF          | —             |
| Porto Seguro        | —               | 18 UHF        |
| Salvador            | —               | 31 (32 UHF)   |
| Teixeira de Freitas | —               | 19 UHF        |
| Ubatã               | 13 UHF          | 21 UHF        |

### Ceará
| Cidade    | Canal       |
| --------- | ----------- |
| Fortaleza | 14 (15 UHF) |

### Distrito Federal
| Cidade   | Canal       |
| -------- | ----------- |
| Brasília | 46 (45 UHF) |

### Goiás
| Cidade       | Canal analógico  | Canal digital |
| ------------ | ---------------- | ------------- |
| Jataí        | (em implantação) | 4 (22 UHF)    |
| Rio Verde    | —                | 6 (44 UHF)    |
| Quirinópolis |                  | 6 (18 UHF)    |
| Goiânia      |                  | 6 (46 UHF)    |

### Mato Grosso
| Cidade       | Canal analógico | Canal digital           |
| ------------ | --------------- | ----------------------- |
| Jaciara      | 42 UHF          | 22 UHF (em implantação) |
| Rondonópolis | —               | 7 (39 UHF)              |

### Mato Grosso do Sul
| Cidade       | Canal       |
| ------------ | ----------- |
| Campo Grande | 42 (49 UHF) |

### Minas Gerais
| Cidade             | Canal analógico | Canal digital |
| ------------------ | --------------- | ------------- |
| Belo Horizonte     | —               | 27 (50 UHF)   |
| Campo Belo         | 12 VHF          | —             |
| Serra do Salitre   | —               | 48 UHF        |
| Uberaba            | —               | 47 (42 UHF)   |
| Ipatinga           |                 | 4 (40 UHF)    |
| Belo Oriente       | 31 UHF          | 4 (40 UHF)    |
| Cel. Fabriciano    |                 | 4 (40 UHF)    |
| Timóteo            |                 | 4 (40 UHF)    |
| Santana do Paraíso | 26 UHF          | 4 (40 UHF)    |

### Pará
| Cidade   | Canal analógico | Canal digital |
| -------- | --------------- | ------------- |
| Belém    | —               | 23 UHF        |
| Itaituba | 45 UHF          | —             |
| Redenção | 19 UHF          | —             |

### Paraíba
| Cidade         | Canal  |
| -------------- | ------ |
| Campina Grande | 28 UHF |

### Paraná
| Cidade   | Canal       |
| -------- | ----------- |
| Curitiba | 46 (47 UHF) |

### Pernambuco
| Cidade | Canal  |
| ------ | ------ |
| Recife | 17 UHF |

### Rio de Janeiro
| Cidade         | Canal       |
| -------------- | ----------- |
| Cabo Frio      | 19 (43 UHF) |
| Macaé          | 27 (28 UHF) |
| Rio de Janeiro | 52 (43 UHF) |

### Rio Grande do Norte
| Cidade | Canal       |
| ------ | ----------- |
| Natal  | 19 (20 UHF) |

### Rio Grande do Sul
| Cidade       | Canal       |
| ------------ | ----------- |
| Porto Alegre | 18 (19 UHF) |

### Sergipe
| Cidade  | Canal       |
| ------- | ----------- |
| Aracaju | 18 (17 UHF) |

## Via satélite

### Digital
Nos receptores do sistema SAT HD Regional atuais na banda Ku do Star One D2, o número do canal é padronizado; enquanto no satélite Sky Brasil-1, os usuários de antena parabólica digital só podem assistir usando um receptor compatível com o sistema Nova Parabólica, que requer um cartão de decodificação.

#### Star One D2
- Posição: 70º Oeste

| Emissora    | Frequência | Taxa de símbolos | Polarização | FEC | PID Vídeo | PID Áudio   | PCR  | Canal virtual | Período de operação | Referências       |
| ----------- | ---------- | ---------------- | ----------- | --- | --------- | ----------- | ---- | ------------- | ------------------- | ----------------- |
| Banda C     |            |                  |             |     |           |             |      |               |                     |                   |
| Record News | 4052 MHz   | 3734 Ksps        | Horizontal  | 3/4 | 273       | 274/275/276 | 768  | —             | Desde 2018          | [ 5 ] [ 6 ]       |
| Record News | 3897 MHz   | 4450 Ksps        | Vertical    | 3/4 | 273       | 274/275/276 | 273  | —             | 2021-2022           | [ 5 ] [ 6 ]       |
| Record News | 3715 MHz   | 5000 Ksps        | Vertical    | 3/4 | 273       | 274/275/276 | 273  | —             | 2014-2022           | [ 5 ] [ 6 ]       |
| Banda Ku    |            |                  |             |     |           |             |      |               |                     |                   |
| TV Atual    | 11780 MHz  | 29900 Ksps       | Horizontal  | 2/3 | 881       | 882/883     | 881  | 63            | Desde 2025          | [ 5 ] [ 7 ] [ 8 ] |
| Record News | 12120 MHz  | 29900 Ksps       | Vertical    | 2/3 | 5203      | 5201/5202   | 5203 | 42            | Desde 2022          | [ 5 ] [ 7 ] [ 8 ] |

#### Sky Brasil-1
- Posição: 43º Oeste

| Frequência | Taxa de símbolos | Polarização | FEC | PID Vídeo | PID Áudio | PCR  | Canal virtual | Período de operação | Referências |
| ---------- | ---------------- | ----------- | --- | --------- | --------- | ---- | ------------- | ------------------- | ----------- |
| Banda Ku   |                  |             |     |           |           |      |               |                     |             |
| 11382 MHz  | 30000 Ksps       | Vertical    | 5/6 | 4192      | 4193      | 4192 | 97            | Desde 2023          | [ 4 ] [ 9 ] |

### Antigas transmissões

#### Analógico
| Satélite                 | Posição   | Frequência                  | Filtro BW | Polarização | Observações                                                    | Período de operação | Referências                              |
| ------------------------ | --------- | --------------------------- | --------- | ----------- | -------------------------------------------------------------- | ------------------- | ---------------------------------------- |
| Banda C                  |           |                             |           |             |                                                                |                     |                                          |
| Brasilsat B4/Star One C2 | 70º Oeste | 4150 MHz (1000 MHz Banda L) | 18 MHz    | Vertical    | Em 1 de fevereiro de 2014, a Rede Família entrou no seu lugar. | 2007-2014           | [ 10 ] [ 11 ] [ 12 ] [ 13 ] [ 14 ] [ 6 ] |

## Televisão por assinatura
| Operadora | Canal                           |
| --------- | ------------------------------- |
| Claro TV  | Canal 78 (Fibra) Canal 14 (DTH) |
| Sky       | Canal 19                        |
| Oi TV     | Canal 14                        |

## Antigas afiliadas
| Nome                   | Cidade     | UF | Canal | Situação/Afiliação atual                                     | Período de afiliação |
| ---------------------- | ---------- | -- | ----- | ------------------------------------------------------------ | -------------------- |
| Record News Tocantins  | Palmas     | TO | 5     | Hoje TV Cristal, afiliada à TV A Crítica                     | 2011-2012; 2018-2025 |
| Imperatriz TV          | Imperatriz | MA | 4     | Hoje Imperial TV, afiliada à RedeTV!                         | 2019-2021            |
| TV Guará               | Guaraí     | TO | 5     | Hoje emissora independente                                   | ????-2020            |
| TV Kairós              | Marabá     | PA | 24    | Boas Novas                                                   | 2015-2020            |
| TV Lago Verde          | Santarém   | PA | 29    | Hoje TV Princesa, afiliada à TV Gazeta                       | 2019                 |
| TV Guanaré             | Caxias     | MA | 44    | Hoje TV Guará, afiliada à RedeTV!                            | 2018; 2018-2019      |
| Record News Imperatriz | Imperatriz | MA | 21    | Extinta                                                      | 2017-2018            |
| TV Equatorial          | Macapá     | AP | 8     | TV Cultura                                                   | 2007-2018            |
| Rede Mercosul          | Curitiba   | PR | 21    | Hoje Rede Mundial Curitiba, emissora própria da Rede Mundial | 2012-2017            |
| NITV                   | Santarém   | PA | 20    | Extinta                                                      | 2010-2013; 2016-2017 |
| Via Brasil TV          | Araguaína  | TO | 54    | Hoje TV Amazônia, afiliada à Band                            | 2010-2014            |
| TV Imperatriz          | Imperatriz | MA | 25    | Extinta                                                      | 2012-2013            |
| TV Cabrália            | Itabuna    | BA | 7     | Hoje Record Bahia Itabuna, emissora própria da Record        | 2007-2013            |
| Record News São Luís   | São Luís   | MA | 23    | Extinta                                                      | 2009-2011            |
| TV Quinari             | Rio Branco | AC | 40    | Extinta                                                      | 2010-2011            |
| TV Leste               | Caxias     | MA | 57    | Extinta                                                      | 2009-2011            |
| TV Cidade              | Boa Vista  | RR | 28    | Hoje Rede Cidade, afiliada à TV Gazeta                       | 2009-2010            |
| Record News Cuiabá     | Cuiabá     | MT | 47    | Hoje TV Cuiabá, afiliada à TV A Crítica                      | 2008-2009            |
| TV Caburaí             | Boa Vista  | RR | 8     | Hoje Band Roraima, afiliada à Band                           | 2008                 |
| TV Mundial             | Cuiabá     | MT | 27    | Hoje TV Mato Grosso, afiliada à Rede Meio                    | 2007-2008            |
| TV Nativa              | Pelotas    | RS | 18    | Hoje Top TV Pelotas, emissora própria da Top TV              | 2008                 |